# Rohrbach (Bezirk Gmünd)
Rohrbach ist eine ehemalige Gemeinde im Bezirk Gmünd in Niederösterreich, die mit 1. Jänner 1972 im Zuge der Niederösterreichischen Kommunalstrukturverbesserung aufgelöst wurde.

## Geschichte
Laut Adressbuch von Österreich waren im Jahr 1938 in der Ortsgemeinde Rohrbach ein Schmied und mehrere Landwirte ansässig.
Mit 1. Jänner 1972 wurde die damals selbständige Gemeinde Rohrbach aufgelöst und die konstituierenden Ortsteile auf die umliegenden Gemeinden aufgeteilt. Die Katastralgemeinde Motten wurde der Gemeinde Heidenreichstein im Bezirk Gmünd zugeschlagen und die Katastralgemeinde Rohrbach der Gemeinde Pfaffenschlag bei Waidhofen a.d.Thaya im Bezirk Waidhofen an der Thaya.